# Ingeborg Lohfink
Ingeborg Lohfink (* 26. April 1931 in Greifswald als Ingeborg Möller; † 18. Februar 2021 ebenda) war eine deutsche Schriftstellerin, Dichterin und Publizistin. Ihr Schaffen umfasste insbesondere historische Werke und Romane mit lokalem Bezug zur Region Vorpommern.

## Leben
Ingeborg Lohfink absolvierte nach dem Schulbesuch zunächst eine Ausbildung zur Großhandelskauffrau. Nach einer entsprechenden Weiterbildung arbeitete sie dann später als Medizinisch-Technische Röntgenassistentin. Seit 1979 war sie schriftstellerisch und publizistisch tätig. Für ihr Schaffen erhielt sie unter anderem die Johann-Heinrich-Voß-Medaille in Gold, die Ernst-Moritz-Arndt-Medaille und die Ehrenmedaille der Hansestadt Greifswald.
Seit 1974 war sie darüber hinaus ehrenamtlich im Tierschutz aktiv. Im März 1990 gründete sie den Tierschutzverein Vorpommern und im Februar 1992 ein Katzenhaus auf dem Gelände des stillgelegten Kernkraftwerks Lubmin bei Greifswald. Von Juli 1992 bis März 1999 war sie Mitglied im Tierschutzbeirat des Landwirtschaftsministeriums Mecklenburg-Vorpommern.

## Werke (Auswahl)
Heimatliteratur
- Mein Pommernbuch. Hinstorff Verlag, Rostock 1991. ISBN 3-356-00404-2
- Mein treuer Arndt, mein tapferer Schill. Pommersche Schicksale. Hinstorff Verlag, Rostock 1992. ISBN 3-356-00486-7
- Malven. Geschichten aus Pommern und von anderswo. Hinstorff Verlag, Rostock 2002. ISBN 3-356-00524-3
- Vorpommern. Begegnungen mit dem Land am Meer. Hinstorff Verlag, Rostock 2002. ISBN 3-356-00418-2
- Brückner in Mecklenburg. Die Suche nach dem Paradies. Verlag J.J. Augustin, Glückstadt 2011. ISBN 978-3-87030-904-6

Romane
- Gisi Süd und die Gläserne Blume. Axel-Diedrich-Verlag, Peenemünde 1995. ISBN 3-930066-27-0
- Die Greifswalderin. Axel-Dietrich-Verlag, Peenemünde 1997. ISBN 3-930066-48-3

Lyrik
- Durch die Nacht gehen. Axel-Dietrich-Verlag, Peenemünde 2000. ISBN 3-930066-65-3
- Rügen-Gedichte. Verlag Augustin, Glückstadt 2004. ISBN 3-87030-133-3